# Husby församling
För andra betydelser, se Husby församling (olika betydelser).
Husby församling var en församling i Tuna kontrakt i Västerås stift. Församlingen låg i Hedemora kommun i Dalarnas län. Församlingen uppgick 2018 i Hedemora, Husby och Garpenbergs församling.

## Administrativ historik
Husby församling har medeltida ursprung. 1 maj 1909 utbröts Stjärnsunds kapellförsamling som sedan återgick 1940. Församlingen var mellan 1940 och 1 juli 1991 uppdelad i kyrkobokföringsdistrikt: Husby kbfd (200501, från 1967 208303) och (till 1 juli 1967) Stjärnsunds kyrkobokföringsdistrikt (200502, år 1967 208304) samt från 1945 Långshyttans kyrkobokföringsdistrikt (200503, från 1967 208305).
Församlingen har utgjort ett eget pastorat. Församlingen uppgick 2018 i Hedemora, Husby och Garpenbergs församling.

## Klockare och organister
Lista över klockare och organister i Husby församling.
| Ämbetstid | Namn                            | Levnadstid | Övrigt                    |
| --------- | ------------------------------- | ---------- | ------------------------- |
| 1653–1682 | Olof Hansson                    | –1682      | Organist                  |
| 1682–1715 | Daniel Husselius                | 1659–1715  | Organist                  |
| 1715–1732 | Olaus Husselius                 | 1685–1732  | Organist                  |
| 1734–1735 | Mathias Schierling              |            | Organist                  |
| 1735–1778 | Anders Bergstedt (orgelbyggare) | 1704–1778  | Klockare och organist     |
| 1779–1780 | Samuel Myrsell                  | 1751–1802  | Organist                  |
| 1780–1783 | Niclas Söderström               | 1730–1810  | Organist och orgelbyggare |
| 1783–1791 | Per Gustaf Söderström           | 1763–1791  | Organist                  |
| 1791–1805 | Anders Söderström               | 1770–1805  | Organist                  |
| 1805–1864 | Nils Söderström                 | 1778–1864  | Organist                  |
| 1866–1906 | Erik Engström                   | 1841–1928  | Organist                  |
| 1906–1929 | Carl Erik N Engström            | 1868–1953  | Organist                  |
| 1930–1944 | David Einar Helge Lundgren      | 1875–1944  | Organist                  |
| 1951–1956 | Erik Axel Norberg               | 1907–1980  | Organist                  |
| 1956–     | Edvard Malmström                | 1911–1991  | Organist                  |

## Kyrkor
- Husby kyrka
- Långshyttans kyrka
- Stjärnsunds kyrka

## Series Pastorum
- 1630 - 1663: Jonas Columbus